# Лос Тилос
«Клуб де Рагби Лос Тилос» (исп. Club de Rugby Los Tilos) — аргентинский регбийный клуб из города Ла-Плата, провинция Буэнос-Айрес.

## История
В 1944 году в Ла-Плате существовало два регбийных клуба: одноимённый и «Университарио». 29 января 1944 года группа регбистов первого основала собственную команду, названную «Клуб де Рагби Лос Тилос». Подобное название отражало одно из прозвищ города, la ciudad de los tilos («город лип»). Изначально команда играла на стадионе Национального университета, а в начале 1950-х клуб перебрался на нынешнюю арену «Баррио Обреро».
Проведя два сезона в третьей лиге чемпионата Буэнос-Айреса, команда вышла во второй дивизион. В 1990-х «липы» получили право игры на высшем уровне. С тех пор, впрочем, команда неоднократно выбывала из числа сильнейших. Команда выиграла множество титулов в молодёжном регби, но не становилась победителем главных соревнований провинции. Лучший результат был показан в 2002 году, когда «Лос Тилос» достигли полуфинала, где проиграли «Сан-Исидро» (20:34).
Среди известных регбистов «Лос Тилос» следует отметить Матиаса Альбину, Николаса Барана, Рамиро Бернала, Федерико Кортопассо, Мартина Этчеверри, Андреса Фернандеса, Карима Гевару, Диего Эрреру, Федерико Мендеса, Леонм Салима, Луиса-и-Рафаэля Сильву, Себастьяна-и-Мариано Стивенса, Мартина Пардо и Андреса Волкоффа.